# Batalla de Mantinea (362 a. C.)
La batalla de Mantinea se libró en 362 a. C. entre los tebanos liderados por Epaminondas y apoyados por los habitantes de Arcadia y Beocia, y los espartanos, dirigidos por el rey Agesilao II y apoyados por Elis, Atenas y Mantinea. La batalla debía decidir la hegemonía sobre Grecia, pero la muerte de Epaminondas y la derrota de los espartanos sólo sirvieron para allanar el camino a la conquista de Grecia por Macedonia.

## Contexto histórico
Después de que la batalla de Leuctra en 371 a. C. hiciera tambalear la hegemonía espartana, el político y general Epaminondas de Tebas procuró construir una nueva hegemonía centrada en su ciudad. Para ello, el tebano había marchado al sur, en el área dominada tradicionalmente por los espartanos, y creó la Liga Arcadia, una federación de ciudades-estado de la meseta central del Peloponeso, para contener la influencia espartana, de tal modo que Tebas mantuviera el control total.
En los años anteriores a la batalla de Mantinea, los espartanos se habían aliado con Elis (ciudad de menor importancia del Peloponeso con una desavenencia territorial con Arcadia) en un esfuerzo de minar a la Liga. Cuando los arcadios calcularon mal y se apropiaron del santuario de Zeus en Olimpia, en Elis, una de las ciudades-estado de Arcadia, Mantinea, se separó de la Liga. Mantinea se unió a Esparta y Elis para atacar la Liga Arcadia. Atenas decidió dar su apoyo a Esparta, pues estaba recelosa del poder tebano. Los atenienses también recordaban que, al final de la guerra del Peloponeso, los tebanos demandaron que Atenas fuera destruida y sus habitantes esclavizados. Un ejército ateniense fue mandado por mar para juntarse con las fuerzas expedicionarias espartanas, con el fin de evitar que fuera interceptado en tierra por el ejército tebano. 
En el año 362 a. C. Epaminondas marchó con sus tropas a Mantinea, pero no por el camino más corto, sino siguiendo la cadena montañosa que se encuentra al oeste de Tegea. Al llegar junto a la ciudad de Mantinea, descendió por la ladera del monte y formó en el llano, frente a los enemigos. Los dos ejércitos se encontraron a unos treinta estadios de Mantinea, en el camino que lleva a Palantio, junto al encinar llamado de Pélago. El contingente espartano estaba al mando del rey espartano Agesilao II. El ejército tebano estaba compuesto por contingentes tanto de Tebas como de otras ciudades-estado de Beocia, y contaban con el apoyo de los arcadios todavía leales a la Liga, y principalmente por Megalópolis (ciudad fundada por los tebanos la última vez que estuvieron en campaña en el Peloponeso como capital federal) y por Tegea (antigua ciudad principal de Arcadia).
Ambos generales tenían una gran experiencia en combate, si bien fue Epaminondas el que impuso sus tácticas sobre Agesilao. 
Epaminondas pareció dar a sus tropas las instrucciones para montar el campamento, por lo que, viendo a los beocios dejar las armas, los lacedemonios y los aliados peloponesios rompieron también poco a poco su formación pensando ya en retirarse. Fue entonces cuando Epaminondas dispuso a sus hombres en columna y, dando la orden de recoger de nuevo y rápidamente las armas, con él mismo a la cabeza, marchó en línea recta contra el enemigo. Éste, desconcertado por el ataque cuando ya no esperaban tal cosa, procedió precipitadamente a volver a formar la línea de batalla.

## Desarrollo de la batalla

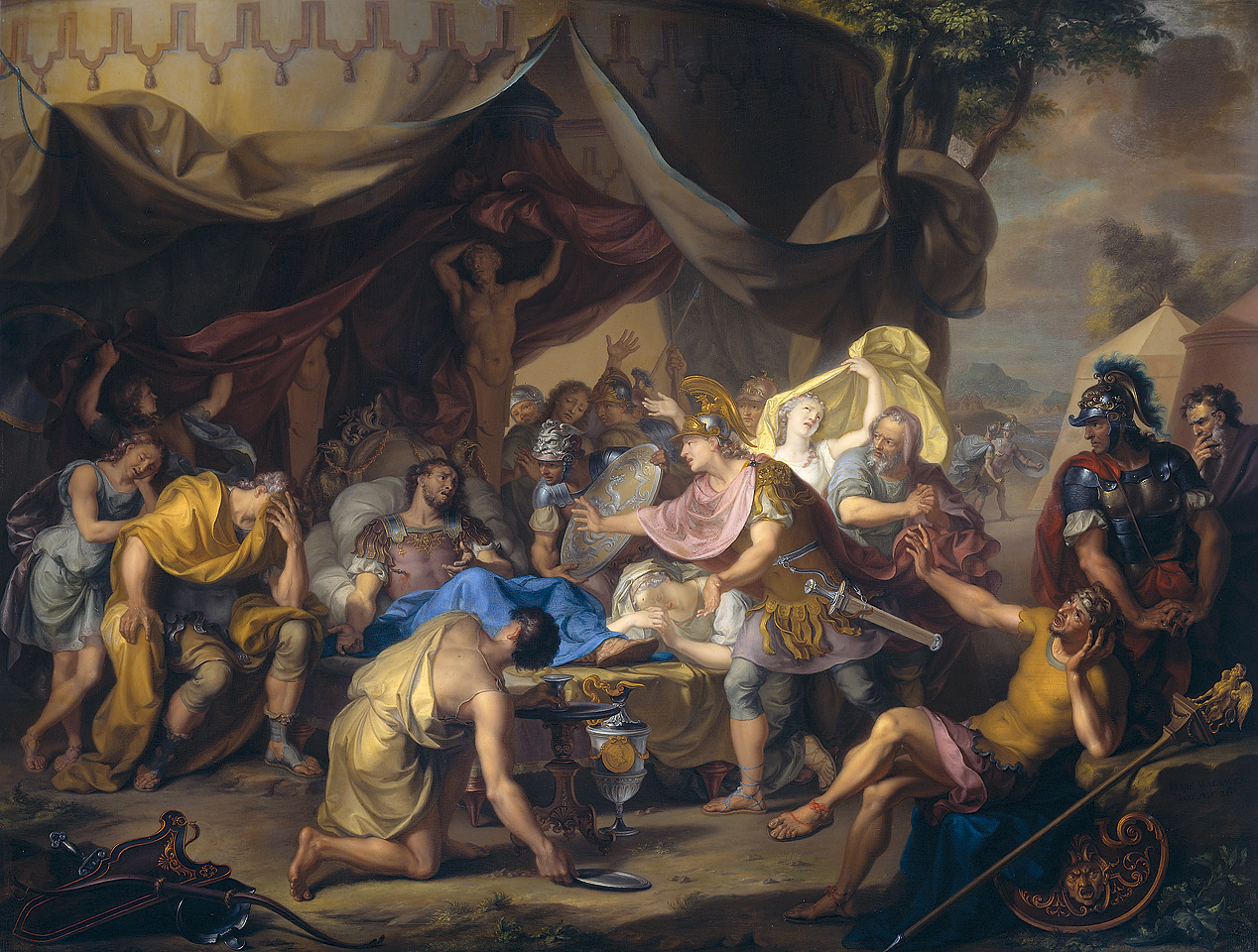
La muerte de Epaminondas. Obra de Isaak Walraven, 1726.

Epaminondas utilizó una versión modificada de las tácticas que había utilizado por primera vez en Leuctra. Organizó a los tebanos en el ala izquierda en una inusual y profunda columna de hoplitas, con el Batallón Sagrado de Tebas como punta de lanza. Esta formación de tropas, conocida como falange oblicua, intentaba obtener superioridad en un punto localizado. Con esto pudo romper con facilidad la mucho más delgada línea espartana. Epaminondas dirigió personalmente esta columna en primera línea. Jenofonte describe el ala izquierda tebana como "un trirreme, con su espolón de proa sobresaliendo por el frente". Los enemigos se desplegaron en línea como venía siendo habitual, colocando delante a la caballería, aunque sin protección de peltastas u otros auxiliares. 
Epaminondas lanzó contra estos, para quitarlos de en medio, a su caballería reforzada con peltastas y hammipoi, y al mismo tiempo mandó más caballería y peltastas a ocupar una colina de su flanco derecho para evitar que desde allí los atenienses pudieran intentar envolver su formación.
La batalla se desarrolló como era de prever. La caballería que sus enemigos habían dispuesto en primera línea fue barrida y luego las líneas de infantería no pudieron resistir el empuje de las tropas de élite beocias, que deshicieron el frente y los pusieron en fuga. Las únicas que sufrieron contratiempos fueron las tropas de cobertura situadas en el flanco derecho, que fueron derrotadas por la excelente caballería ateniense.

## Consecuencias

Hegemonía tebana, batalla de Mantinea.

Cuando el ejército enemigo se encontraba ya en franca retirada y fuga, llegó la noticia de que Epaminondas había muerto. Al punto, las tropas volvieron lentamente a sus líneas y cesó toda persecución, cuando ésta apenas había iniciado. Desconcertados, los beocios no supieron reaccionar a la muerte de su caudillo y sus enemigos volvieron a recuperarse, por lo que ambos solicitaron retirar sus muertos, y los dos bandos dieron así la batalla como ganada. 
Epaminondas cargó e hizo huir al ala derecha espartana, ganando la batalla. Sin embargo, luchando en primera línea, tuvo un final fatal. Los jefes tebanos Iolaidas y Difanto también cayeron. En su lecho de muerte, Epaminondas, al saber que sus compañeros habían muerto, instó a los tebanos a firmar la paz, a pesar de haber ganado la batalla. Lo cierto es que la batalla podría haber sido una completa victoria beocia, pero al final la muerte de Epaminondas cambió totalmente el escenario del conflicto. Los beocios se retiraron (nunca volverían a entrar con todo su ejército en el Peloponeso). Las pocas guarniciones que quedaron en el país serían retiradas pocos años después. 
Las ambiciones y la influencia de Tebas en la región quedaron de esta manera enterradas para siempre en los campos de Mantinea. Sin el liderazgo de Epaminondas, la hegemonía de Tebas se derrumbó. En manos de políticos muy mediocres, la política de la Liga Beocia vino a caer en una sucesión de despropósitos que la llevaron finalmente a perder prácticamente todo el poder que había disfrutado con Epaminondas. Tan sólo les quedó el prestigio y el orgullo, que fue el que les animó a llevar adelante con resolución y valentía su postrero enfrentamiento con Alejandro Magno, y que a la postre supuso su destrucción definitiva. El resultado final de la batalla fue el allanamiento del camino para que Macedonia conquistará Grecia, asegurada la debilidad de Tebas y Esparta.